# وینگ، راتلند
وینگ (به انگلیسی: Wing) یک روستا و محله مدنی در بریتانیا است که در راتلند واقع شده‌است. وینگ ۳۱۵ نفر جمعیت دارد.